# Phacelia bakeri
Phacelia bakeri là loài thực vật có hoa trong họ Mồ hôi. Loài này được (Brand) J.F. Macbr. miêu tả khoa học đầu tiên năm 1917.